# Référendum espagnol de 1947
Le référendum espagnol de 1947, officiellement « référendum sur le projet de loi de succession » (en espagnol : Referéndum sobre la Ley de Sucesión), a lieu en Espagne le 6 juillet 1947.
Il s'agit d'un plébiscite organisé sept ans après la fin de la guerre civile espagnole et l’établissement de la dictature du général Franco. Le texte soumis au vote de la population vise en théorie à restaurer la monarchie espagnole, mais instaure de facto une monarchie « du 18 juillet » dans laquelle Franco s'auto-proclame chef de l’État à vie — ou jusqu’à sa renonciation — et possède le droit de choisir son successeur au titre de roi ou de régent. Le projet de loi est préalablement adopté aux Cortes franquistes le 7 juin 1947,.
Le but principal de cette loi est alors d'obtenir le ralliement des monarchistes traditionalistes, qui se désolidarisent du régime franquiste depuis la fin de la Seconde Guerre mondiale. Elle a également pour but de court-circuiter les tentatives de restauration de Juan de Bourbon qui se rapproche avec les socialistes.
Le texte est approuvé par 95,14 % des suffrages exprimés, avec un taux de participation de 88,59 %. Il entre en vigueur le 26 juillet 1947. Il faut cependant attendre le 22 juillet 1969 pour que Francisco Franco adopte un successeur, en la personne du prince Juan Carlos.

## Résultats
| Choix                     | Votes      | %     |
| ------------------------- | ---------- | ----- |
| Pour                      | 14 145 163 | 95,14 |
| Contre                    | 722 656    | 4,86  |
|                           |            |       |
| Votes valides             | 14 867 819 | 97,69 |
| Votes blancs et invalides | 351 744    | 2,31  |
| Total                     | 15 219 563 | 100   |
| Abstention                | 1 959 249  | 11,41 |
| Inscrits/Participation    | 17 178 812 | 88,59 |

### Sources
- (es) David Ruiz González, España franquista: Causa General y actitudes sociales ante la dictadura, Cuenca, Ediciones de la Universidad de Castilla-La Mancha, 1993 (ISBN 978-84-88255-25-9).